# Maechidius lineatopunctatus
Maechidius lineatopunctatus är en skalbaggsart som beskrevs av Frey 1969. Maechidius lineatopunctatus ingår i släktet Maechidius och familjen Melolonthidae. Inga underarter finns listade i Catalogue of Life.